# Cneorella vietnamica
Cneorella vietnamica is een keversoort uit de familie bladkevers (Chrysomelidae). De wetenschappelijke naam van de soort werd in 1981 gepubliceerd door Medvedev & Dang.